# Amduscia
Amduscia ist eine mexikanische Band aus dem Bereich der elektronischen Musik. Sie wurde 1999 in Mexiko-Stadt von Polo Amduscia, Edgar Acevedo und Raul Amduscia gegründet. Der Name ist von „Amdukias“ abgeleitet, einem Begriff der mittelalterlichen Dämonologie. Am 25. März 2010 verstarb der Mastermind Edgar Acevedo an Leukämie. Der Sänger Polo führt nun die Band weiter.

## Stil
Der Stil der Band wird als Aggrotech bezeichnet, jedoch hebt sie sich von bekannten Vertretern wie Hocico ab, indem sie einen sehr trance-lastigen und tanzbaren Techno-Sound kreieren. Ihr erstes veröffentlichtes Werk Melodies for the Devil erschien 2003. ihr bisher letztes Album Existe wurde 2020 veröffentlicht.

## Diskografie

### Alben
- 2003: Melodies for the Devil (Out of Line)
- 2006: From Abuse to Apostasy (Out of Line)
- 2008: Madness in Abyss (Out of Line)
- 2011: Death, Thou Shalt Die (Out of Line)
- 2013: Filofobia (Out of Line)
- 2020: Existe (Out of Line)

### Singles & EPs
- 2005: Dead or Alive (EP,  Out of Line)
- 2005: Impulso Biomecànico (MCD, Out of Line)